# Ecaterina Cercheza
Ecaterina Cercheza (sau Circaziana) (n. 1620 – d. 1 martie 1666) a fost o nobilă cercheză, care a devenit cea de-a doua soție a domnitorului moldovean Vasile Lupu, cu care s-a căsătorit în 1639. Potrivit lui Evliya Çelebi, mama ei a fost sora lui Koca Derviș Mehmed Pașa care a fost Mare Vizir al Imperiului Otoman în perioada 1653-1654, iar sora ei s-a căsătorit cu İslâm al III-lea Ghirai, hanul Crimeei (1644–1654). Ea a jucat un rol major în deciziile personale și politice ale soțului ei și ale fiului ei, Ștefăniță Lupu. Binecunoscută pentru activitățile sale filantropice, Doamna Ecaterina Cercheza a patronat mănăstirile și bisericile din Moldova. Ea a dobândit o reputație solidă datorită abilităților sale diplomatice și de negociere în vremuri de criză, în absența soțului și fiului ei.
În scrierea sa Întoarcerea. 1639, călătorul italian Niccolò Barsi da Lucca prezintă în detaliu călătoria Doamnei Ecaterina pe care o descrie ca având „toate calitățile pe care Afrodita le dă unei femei pentru a o numi frumoasă”. Istoricul și omul politic român Nicolae Iorga afirma de asemenea că „principesa [Ecaterina], circaziană prin naștere, era extraordinar de frumoasă” și foarte apreciată în întreaga Moldovă.

## Căsătoria cu Vasile Lupu
După moartea primei sale soții, Doamna Tudosca [Tudosia] (n. 1600 – d. mai 1639, Iași), Vasile Lupu a trimis în Circazia o solie-oaste, condusă de vistiernicul Nicolae Catargie și formată din 60 de moldoveni și 150 de tătari, care să-i aducă o nouă soție. Convoiul s-a deplasat pe traseul Iași – Tighina – Galați – Silistra – Burgas – Saray (?) – Istanbul – Eskișehir – Ankara – Samsun – Erzurum – Kutaisi – Oceac [Oceakov], în actuala regiune rusă Kabardino-Balkaria. Viitoarea mireasă trebuia să fie frumoasă, de neam ales, cel puțin de „mirza” (mir=domn, zade=fiu), virgină și de religie creștină. Ecaterina îndeplinea toate aceste condiții: era fiica unui „mârzac” (prinț) cerchez, avea o educație aleasă, vorbea patru limbi și, se pare, știa să citească.
Catargie a plătit 1500 de ducați ca zestre părinților Ecaterinei înainte de a o lua în Crimeea. La 19 august 1639 ei au plecat din Bahcisarai pentru a merge la cetatea Oceacov. Cu permisiunea lui Bahadır I Giray care a primit 1000 de ducați, sute de tătari și de oșteni moldoveni au însoțit prințesa cercheză către frontiera moldovenească.
La întoarcerea soliei, văzând cât de frumoasă era Ecaterina, Nasuh Hussein, Pașa de la Silistra (1638-1640) a dorit să o rețină la Silistra pentru propriul harem. După multe tentative nereușite de eliberare, plătite cu bani grei (2000 de ducați), abia după ce Vasile Lupu a intervenit la sultan, solia a putut să treacă Dunărea. Delegația a fost întâmpinată chiar la punctul de trecere a frontierei în Moldova de o escortă specială formată din boieri și oșteni de rang înalt, pentru care primirea oaspeților străini constituia un ritual deosebit. La 28 septembrie 1639 Ecaterina a ajuns în cele din urmă în capitală. La intrarea în Iași ea a fost întâmpinată chiar de Vasile Lupu. Domnul a cheltuit sume mari de bani pentru ceremonia de primire a viitoarei sale soții, iar Ecaterina a fost onorată cu numeroase daruri prenupțiale. Fratele și roaba ei au fost cazați într-o reședință separată, construită special pentru ei.
Nunta a avut o importanță politică majoră.

## Activități oficiale
Doamna Ecaterina Cercheza a îndeplinit activități oficiale în Moldova. Ea a participat, alături de Vasile Lupu, la toate evenimentele oficiale, inclusiv la căsătoriile principeselor Maria și Ruxandra ale căror destine au fost determinate chiar de Ecaterina. Doamna Ecaterina a făcut, de asemenea donații în bani la mănăstirile Golia și Hlincea, printre altele. Ea a înzestrat Mănăstirea Golia cu strane aduse de la Constantinopol.
Din cauza luptei pentru tron dintre Gheorghe Ștefan și Vasile Lupu, Doamna Ecaterina și-a lăsat familia la Camenița. În timpul luptelor de dinaintea detronării din 1653, ea a fost evacuată în orașul Suceava. După ce, la 16 iulie 1653, Gheorghe Ștefan a cucerit Cetatea de Scaun a Sucevei și a devenit domn pentru a doua oară, i-a luat prizonieri pe doamna Ecaterina Circaziana și pe fiul ei, Ștefăniță Lupu, pe care l-a însemnat la nas. Istoricul Georg Krauss afirmă că, deși a refuzat inițial să se predea, în timpul asediului otoman al cetății, Doamna Ecaterina a fost nevoită să se predea și să-și cedeze bijuteriile ei, precum și cinci dintre cei mai frumoși cai. La rugămințile lui Gheorghe Rákóczi al II-lea, prizonierii n-au fost uciși, ci închiși la Buciulești (în Neamț, pe Bistrița), unde domnul Gheorghe Ștefan avea o curte ca o veritabilă fortăreață cu ziduri și turnuri puternice, înconjurate de un șanț cu apă.
La Buciulești, ea și fiul ei au stat în captivitate până în 1658, apoi a plecat la Constantinopol la soțul său, închis la Edikule. După obținerea tronului de către fiul ei Ștefăniță (în noiembrie 1659), Doamna îl însoțește la Iași și-i supraveghează activitatea, stându-i permanent alături.
În 1661, după moartea soțului și a fiului său, Doamna Ecaterina s-a mutat la Constantinopol și a locuit patru ani în palatul familiei de la Bosfor, după care, în 1665 s-a întors în Moldova. Ultima ei atestare apare într-un document de danie din 1 martie 1666.

## Copii

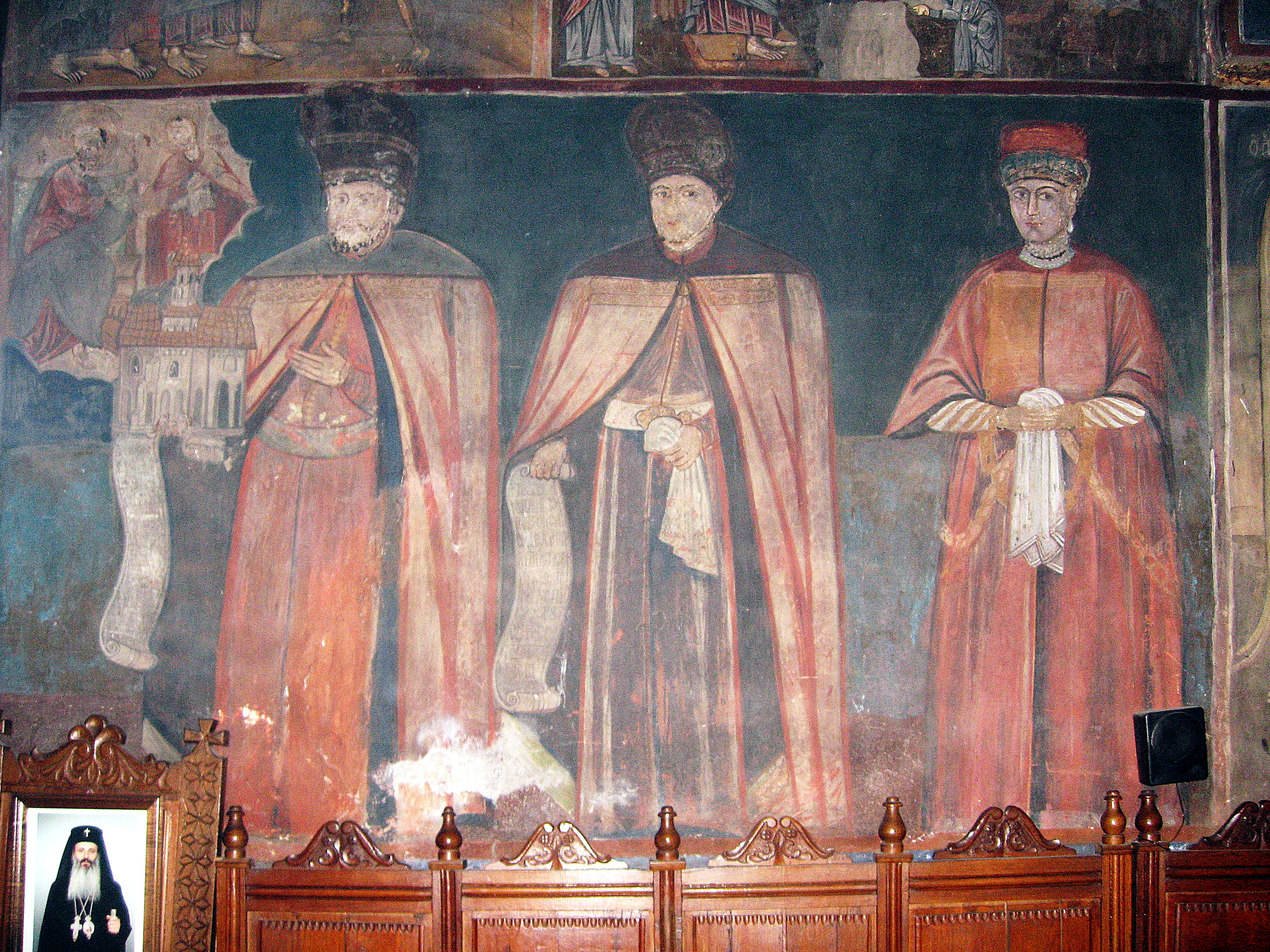
Tabloul votiv aflat pe peretele de sud al naosului bisericii Mănăstirii Hlincea. Aici sunt pictați noii ctitori: Vasile Lupu, Ștefăniță Lupu și Doamna Ecaterina, îmbrăcați în costumele de ceremonie.

A avut trei copii cu Vasile Lupu: Ștefăniță (1641 – 1661), Ioan (? – 1648) și Alexandru (? – 1648). În 1659, Ștefăniță devine domn al Moldovei sub numele de Ștefăniță Lupu.

## Reprezentări iconografice
Imaginea Doamnei Ecaterina este reprezentată iconografic pe spătarul jilțului domnesc aflat în naosul bisericii Mănăstirii Golia din Iași, precum și în tabloul votiv de la Mănăstirea Hlincea, alături de soțul și fiul ei.
Pictura Mănăstirii Hlincea a fost lucrată în frescă între anii 1659-1661, în timpul domniei lui Ștefăniță Lupu, de către pictorul Ioan Matei. Ea are o deosebită valoare istorică și artistică. În tabloul votiv de pe peretele de sud al naosului sunt pictați noii ctitori: Vasile Lupu, Ștefăniță Lupu și Doamna Ecaterina, îmbrăcați în costumele de ceremonie. Domnul ține în mână un pergament și o biserică în miniatură, Ștefăniță are în mâna dreaptă o fâșie de pergament cu o inscripție în limba greacă, iar în stânga o pungă, semn al ctitorului, ca și Doamna Ecaterina.